# اینترپرایز (شهرستان مورگان، یوتا)
اینترپرایز (به انگلیسی: Enterprise) یک منطقهٔ مسکونی در ایالات متحده آمریکا است که در یوتا واقع شده‌است. اینترپرایز ۶۰۵ نفر جمعیت دارد و ۱٬۵۹۹٫۰ متر بالاتر از سطح دریا واقع شده‌است.